# Kentville
Kentville ist die größte Stadt und zugleich Administrationssitz von Kings County, Nova Scotia, Kanada. Zusammen mit anderen nahen Ortschaften wie New Minas und der Stadt Wolfville, leben in der Region über 30.000 Personen. Kentville ist eine der wichtigsten Städte des Annapolis Valley.

## Geschichte
Die Region wurde zu Beginn von Mi'kmaq-Indianern bewohnt. Die ersten europäischen Kolonisten waren Akadier, welche Deiche bauten, um ihr Farmland vor den Gezeiten der Bay of Fundy zu schützen. 1755 wurden sie dann von den Briten vertrieben, da sie keine Treue auf den britischen König schworen. So wurde die Gegend von Farmern aus den Neuengland-Staaten besiedelt. Während der Amerikanischen Revolution kamen die Loyalisten als neue Siedler hinzu. 
Anfangs wurde die Stadt Horton’s Corner genannt, wurde aber 1826 in Kentville umbenannt, nachdem Edward Augustus, Duke of Kent and Strathearn, (Sohn von König Georg III. und Vater von Königin Victoria) die Gegend 1794 besucht hatte.

## Wirtschaft
Die Landwirtschaft, speziell die Zucht von Äpfeln, ist die dominante Industrie in der Umgebung von Kentville und im gesamten Annapolis Valley. Das Apple Blossom Festival, welches jeden Mai stattfindet, feiert die Blütezeit der Apfelbäume. Eine große Straßenparade wird während des Festes veranstaltet, mit Marschkapellen, Festwagen und mehreren Festprinzessinnen, eine für jede Stadt im Annapolis Valley. Eine der Prinzessinnen wird als "Queen Annapolisa" ausgerufen und repräsentiert die Region für ein Jahr.
Der Reifenhersteller Michelin ist ein wichtiger Arbeitgeber der Region mit einer Fabrik in der Nähe von Kentville, welche für über 1.000 Personen Arbeit gibt.

## Söhne und Töchter der Stadt
- Walter d’Arcy Ryan (1870–1934), US-amerikanischer Lichtgestalter
- Austin Loomer Rand (1905–1982), Ornithologe
- Peter Donat (1928–2018), US-amerikanischer Schauspieler
- Robert Aitken (* 1939), Komponist, Flötist, Musikpädagoge und Dirigent
- Anita Anand (* 1967), Anwältin und Politikerin
- Jacob Shaffelburg (* 1999), Fußballspieler